# Dé à seize faces
Pour les articles homonymes, voir d16.

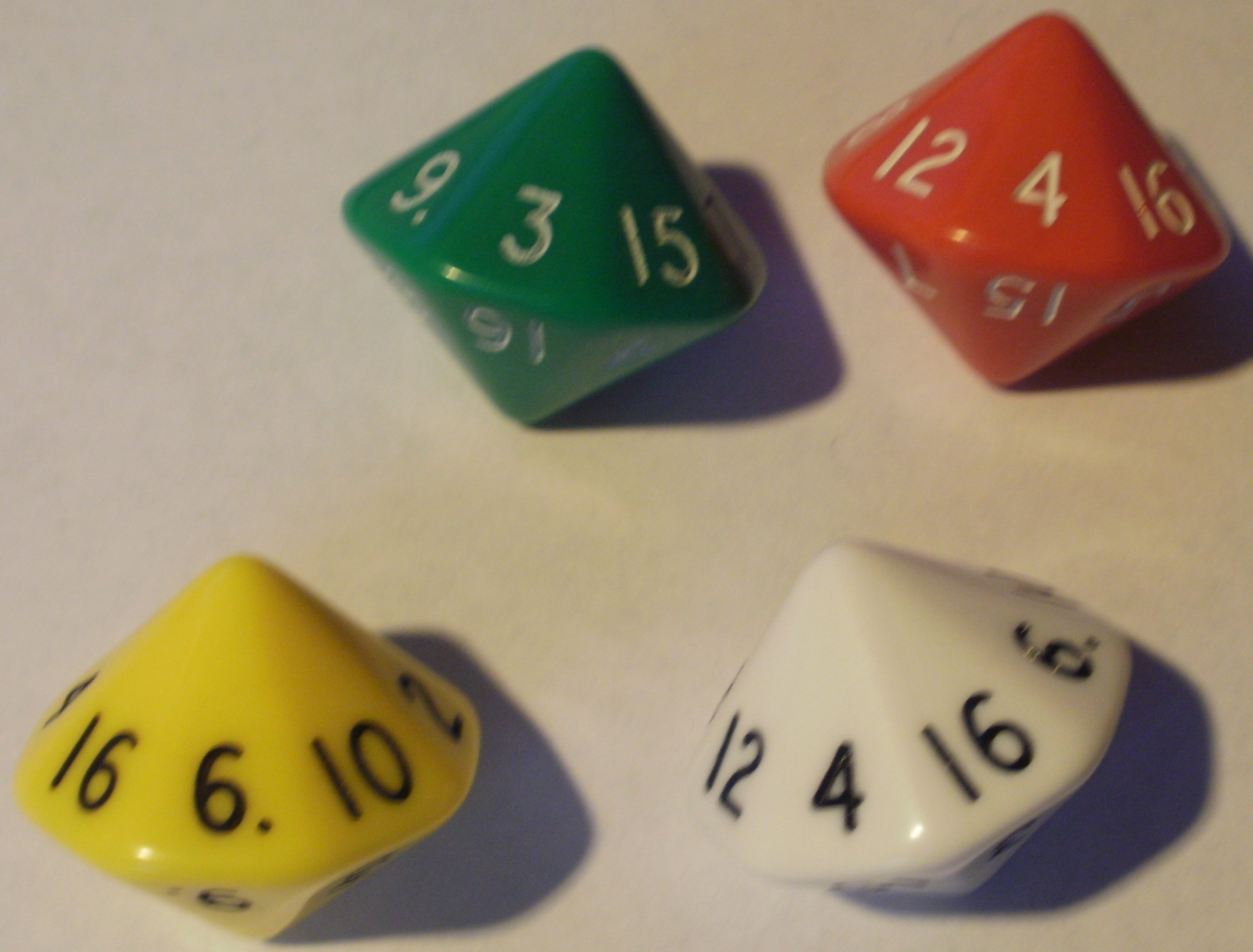
Quatre dés à seize faces

Un dé à seize faces ou d16 en abrégé est une variante de dé comportant seize faces.
Sa forme usuelle est une bipyramide octogonale. La numérotation standard fait figurer les nombres pairs sur l'une des pyramides et les nombres impairs sur l'autre, avec la somme des nombres de deux faces opposées constante et égale à 17.